# Tolsti Vrh, Šentjernej
Tolsti Vrh je naselje v Občini Šentjernej, 320 m, 97 preb. Razloženo naselje leži po pobočjih vinorodnega Tolstega vrha (356 m) v Podgorju, valoviti pokrajini med Krko in Gorjanci. Hiše so raztresene med vinogradi, precej je tudi počitniških hišic in zidanic. Dela naselja sta tudi zaselka Bičevje in Leskovec. Na vrhu hriba stoji cerkev sv. Roka, ki so jo leta 1713 zgradili prebivalci Šentjerneja, da bi jih sv. Rok obvaroval pred kugo.
V bližini cerkve so odkrili rimske grobove, v njih pa so našli keramično skledo in železno sponko, ki ju zdaj hrani muzej na Dunaju. V zaselku Bičevje na s. strani hriba so odkrili sledove ilirskega naselja. Na SV strani Tolstega vrha stoji graščina Gracarjev turn iz 14. stol. Imenuje se po nekdanjih gospodarjih Gracarjih. Leta 1821 jo je kupil ribniški graščak Anton Rudež. Njegov vnuk Karel Dragotin Rudež je bil pobratim pisatelja Janeza Trdine, zato je ta prihajal v graščino na obisk in tam napisal tudi del svojih Bajk in povesti o Gorjancih.
S Tolstega vrha je razgled na vse strani. Proti J in V je viden dolg hrbet Gorjancev s Trdinovim vrhom in planinskim domom Vinka Paderšiča pri Gospodični. SV od Trdinovega vrha se vleče v dolino globoka soteska potoka Pendirjevka, v njeni bližini pa je na V strani spodnjega dela soteske grad Prežek, prvič omenjen okoli leta 1200. Grad je bil središče posesti freisinških škofov med Krko in Gorjanci. Na JZ seže pogled do Kočevskega roga. Proti S je nad dolino Krke Raduljsko hribovje s Trško goro in Grčevjem, Krško gričevje z Vinjim vrhom in Bučko ter Posavsko hribovje z Bohorjem in Lisco. Na S strani pa je v bližini prostrano Krško polje.